# Gradina Grižane
Gradina Grižane je ruševni dvorac i nalazište u blizini Grižana u Vinodolu, u sjevernom dijelu jadranske obale, zapadna Hrvatska. Grižanski dvorac imao je neobičan, pravokutni oblik s kružnim kulama, a ta nepravilnost bila je uzrokovana neobičnom strukturom polja.
U srednjem vijeku bila je strateška točka u Vinodolskoj dolini, ali je oštećena u potresu 1323. godine. Vlasnici su bili članovi obitelji Frankopan.